# Sân vận động Olimpico
Sân vận động Olimpico (tiếng Ý: Stadio Olimpico), là cơ sở thể thao chính và lớn nhất của Roma, Ý. Sân nằm trong khu liên hợp thể thao Foro Italico ở phía bắc thành phố. Công trình này thuộc sở hữu của Ủy ban Olympic Quốc gia Ý và sân được sử dụng chủ yếu cho các trận đấu bóng đá. Đây là sân nhà của Lazio và Roma và cũng là nơi tổ chức trận chung kết Coppa Italia. Sân đã được xây dựng lại cho Giải vô địch bóng đá thế giới 1990 và sân đã tổ chức trận chung kết giải đấu.
Được UEFA xếp hạng 4, sân cũng đã tổ chức bốn trận chung kết cúp C1 châu Âu, gần đây nhất là trận chung kết UEFA Champions League 2009. Ngoài bóng đá, sân vận động được sử dụng bởi đội tuyển bóng bầu dục quốc gia Ý và đó là sân vận động điền kinh quốc gia của Ý. Thỉnh thoảng sân tổ chức các buổi hòa nhạc và sự kiện.

## Lịch sử
Trong suốt lịch sử của mình, Sân vận động Olimpico đã trải qua nhiều lần cải tạo.

### 1937, Sân vận động dei Cipressi
Trong giai đoạn đầu tiên, Sân vận động Olimpico được gọi là Sân vận động dei Cipressi. Sân được thiết kế và xây dựng trong dự án lớn hơn của Foro Mussolini (Diễn đàn Mussolini), đã được đổi tên thành Foro Italico sau chiến tranh.
Công việc xây dựng bắt đầu vào năm 1927 do kỹ sư người Torino Angelo Frisa và kiến trúc sư Enrico Del Debbio chỉ đạo. Việc xây dựng được hoàn thành vào năm 1932, sau một vài thay đổi so với kế hoạch ban đầu. Ví dụ, việc xây dựng các khán đài bệ xây không nằm trong kế hoạch ban đầu vì ban đầu, các khán đài bao gồm các sân thượng trồng cỏ.
Năm 1937, việc xây dựng cầu thang bậc hai được khởi công xây dựng nhưng bị gián đoạn vào năm 1940 do Chiến tranh thế giới thứ hai bùng nổ.

### 1953, Sân vận động dei Centomila

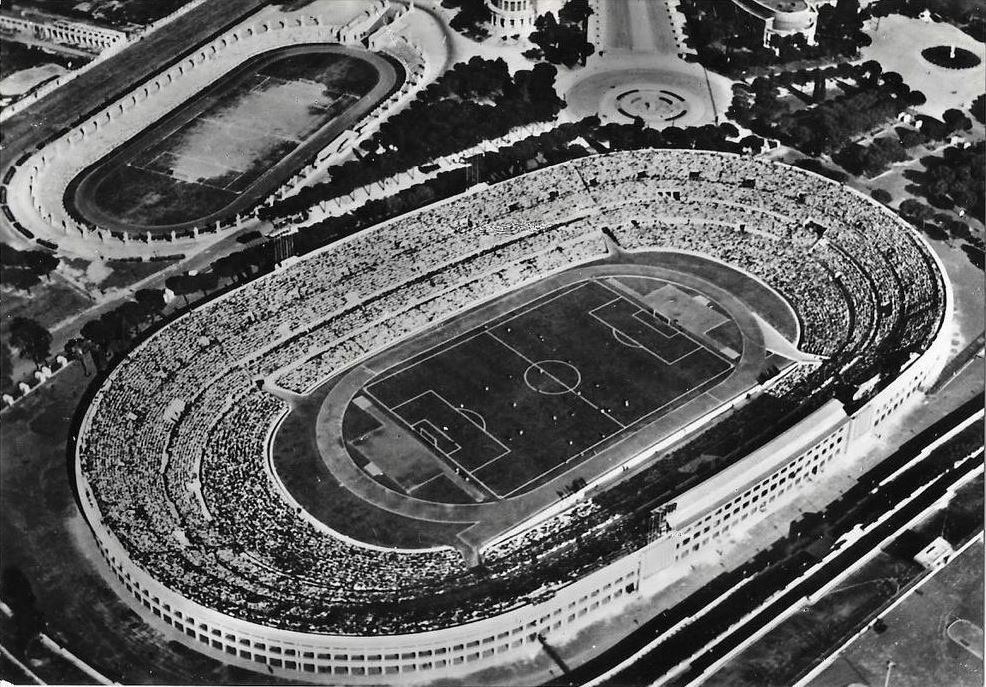
Toàn cảnh sân vận động trong những năm 1950

Vào tháng 12 năm 1950, địa điểm làm việc được mở cửa trở lại để hoàn thành sân vận động. Dự án được giao cho kỹ sư Carlo Roccatelli, một thành viên của Hội đồng Cấp cao về Công trình Công cộng. Ban đầu, kế hoạch dành cho một sân vận động có cấu trúc phức tạp hơn so với thực tế. Tuy nhiên, sự khan hiếm vốn và đặc điểm môi trường của khu vực đã dẫn đến một công trình ít tham vọng hơn. Sau cái chết của Roccatelli vào năm 1951, việc chỉ đạo công trình được giao cho kiến trúc sư Annibale Vitellozzi. Sân vận động hiện nay đạt sức chứa khoảng 100.000 người, do đó sân vận động được gọi là Sân vận động dei Centomila, cho đến khi được đổi tên cho Thế vận hội năm 1960. Công trình được khánh thành vào ngày 17 tháng 5 năm 1953 với trận đấu bóng đá giữa Ý và Hungary.

### 1960, Sân vận động Olimpico

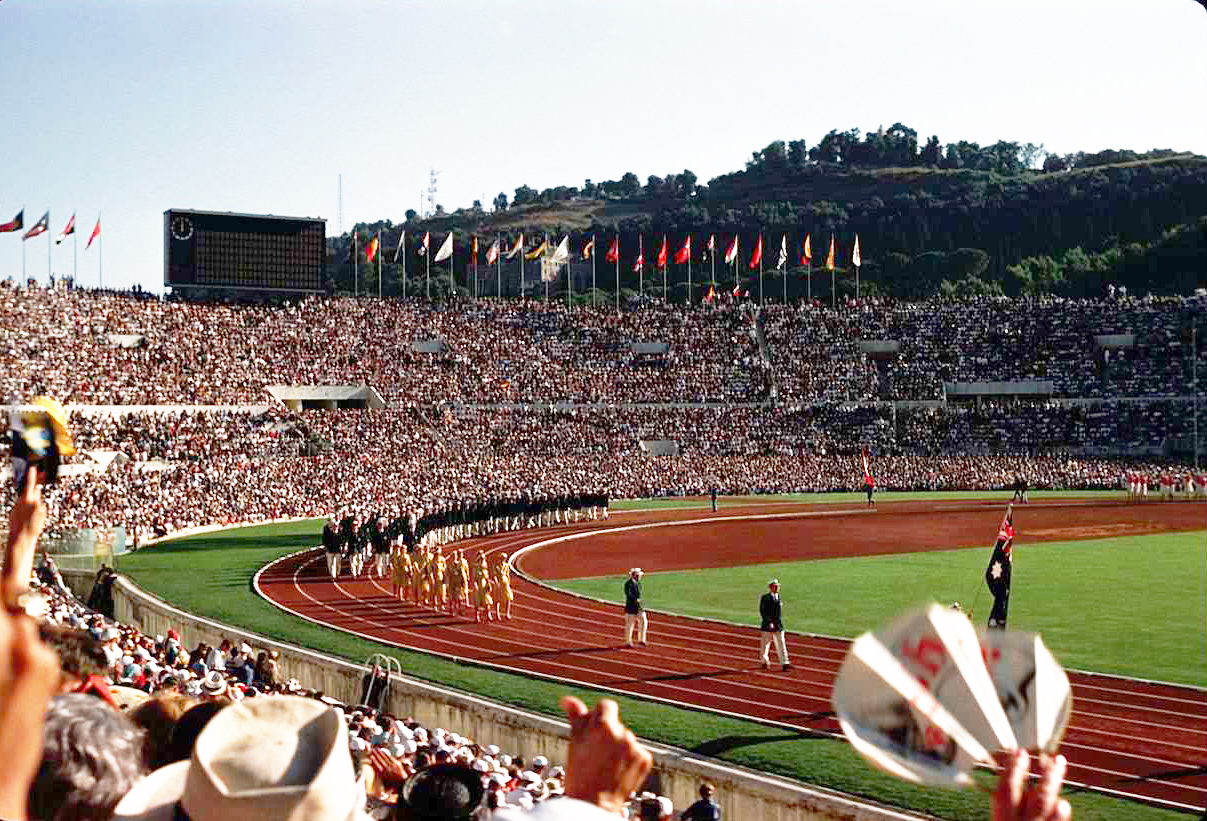
Lễ khai mạc Thế vận hội Olympic 1960

Trong Thế vận hội Mùa hè 1960, sân vận động đã tổ chức lễ khai mạc và bế mạc cũng như các môn thi đấu điền kinh. Chỗ ngồi ở mặt đất đã bị loại bỏ với kết quả là sức chứa thực tế là 65.000 khán giả. Sau đó, sân vận động đã tổ chức một số phiên bản của Giải vô địch điền kinh Ý, Đại hội Thể thao Sinh viên Mùa hè 1975 (sân vận động là địa điểm duy nhất cho Đại hội) và Giải vô địch điền kinh thế giới 1987. Nơi đây vẫn tổ chức các phiên bản thường niên của Golden Gala.

### 1990, tái cấu trúc và lợp lại sân vận động

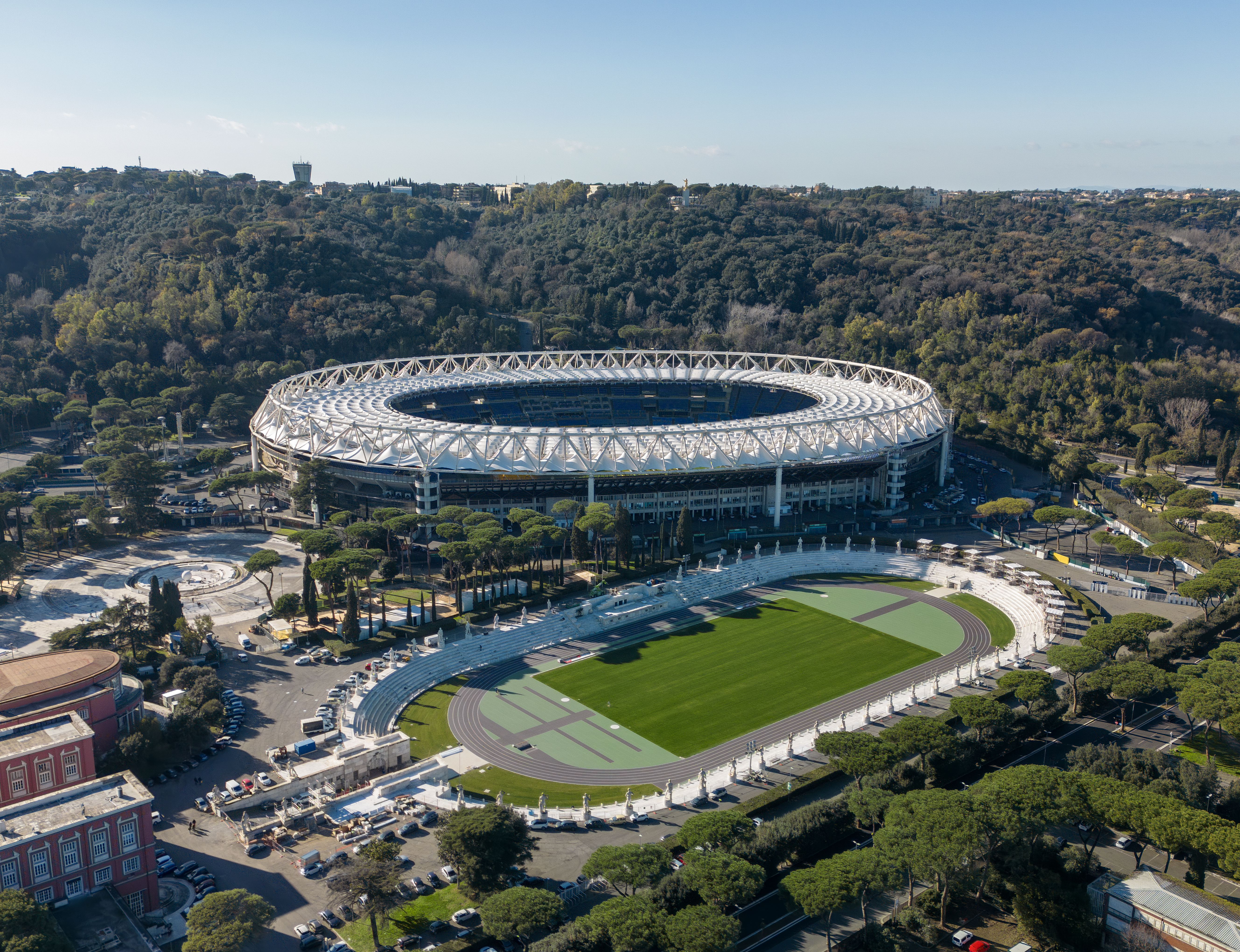
Sân vận động Olimpico nhìn từ trên cao

Đối với Giải vô địch bóng đá thế giới 1990, nơi đây là sân vận động chính, cơ sở này đã trải qua một đợt cải tạo lớn. Trong khi công việc đó được tiến hành vào năm 1989, các đội Lazio và Roma phải chơi các trận Serie A của họ trên Sân vận động Flaminio. Công việc được giao cho một nhóm thiết kế bao gồm cả kiến trúc sư gốc Annibale Vitellozzi. Từ năm 1987 đến năm 1990, kế hoạch xây dựng đã được sửa đổi nhiều lần, do đó chi phí tăng lên. Cuối cùng, Olimpico đã bị phá bỏ hoàn toàn và được xây dựng lại bằng bê tông cốt thép, ngoại trừ Tribuna Tevere được mở rộng với việc bổ sung thêm các bậc thang và các đường cong gần sân hơn chín mét. Tất cả các khu vực của sân vận động được phủ kín toàn bộ bằng màu trắng về cấu trúc. Ghế không lưng bằng nhựa màu xanh lam đã được lắp đặt và hai màn hình khổng lồ được xây dựng vào năm 1987 cho Giải vô địch điền kinh thế giới cũng được lắp bên trong đường cong. Cuối cùng thì phiên bản mới của Olimpico có sức chứa 82.911 chỗ ngồi. Đây là sân vận động thứ 14 trên thế giới về số lượng chỗ ngồi trong số các sân vận động bóng đá, thứ 29 trong số tất cả các sân vận động và thứ hai ở Ý, chỉ sau San Siro của Milano.
Sân vận động Olimpico là nơi tổ chức năm trận đấu mà đội tuyển bóng đá quốc gia Ý tham gia và trận chung kết giữa Tây Đức và Argentina. Tây Đức thắng chung cuộc 1–0.
Với cách bố trí tương tự từ năm 1990, Sân vận động Olimpico đã tổ chức trận chung kết UEFA Champions League giữa Juventus và Ajax vào ngày 22 tháng 5 năm 1996, chứng kiến Bianconeri thắng trong loạt sút luân lưu.

### 2008, xây dựng lại sân vận động

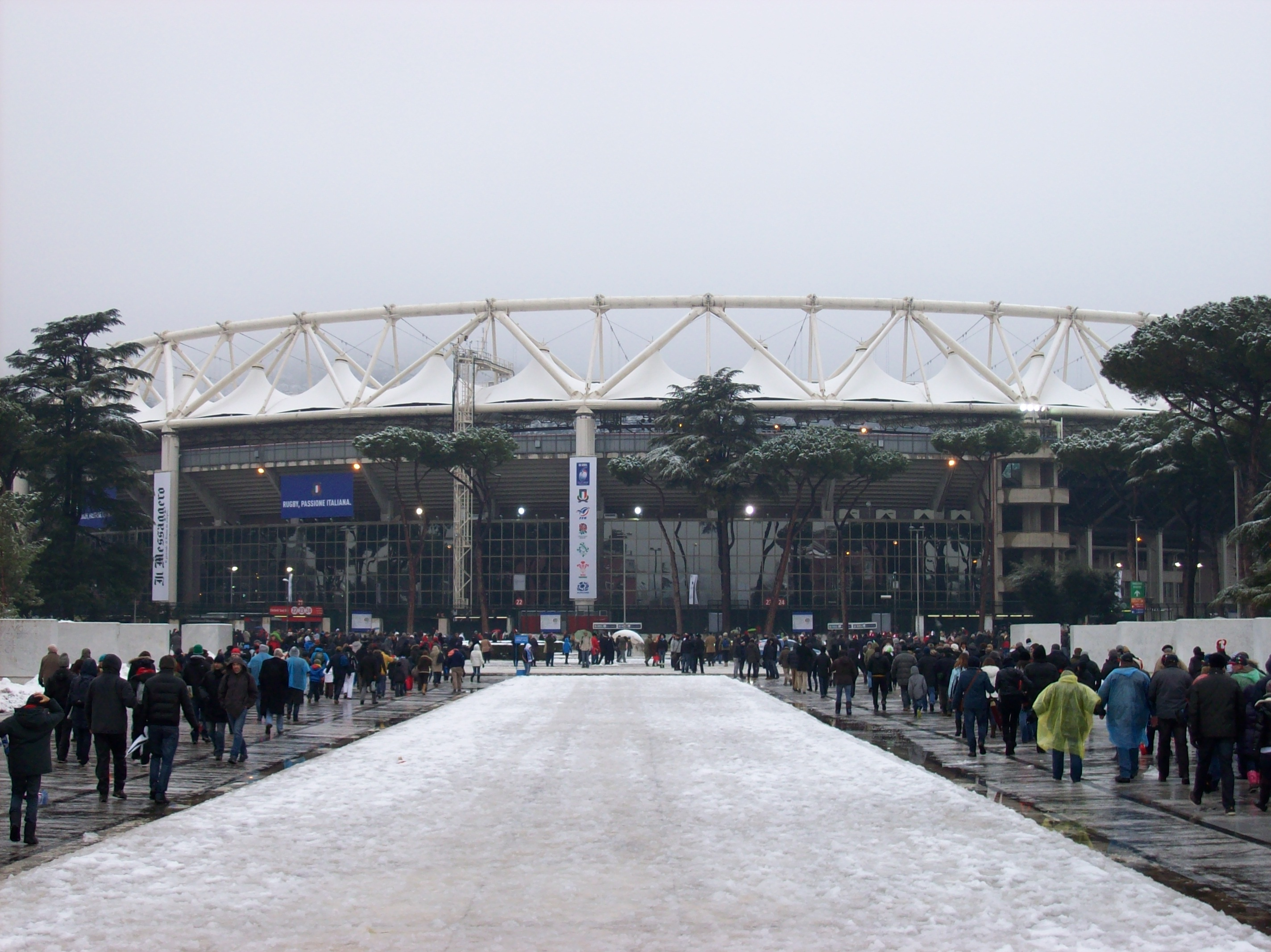
Bên ngoài sân vận động.

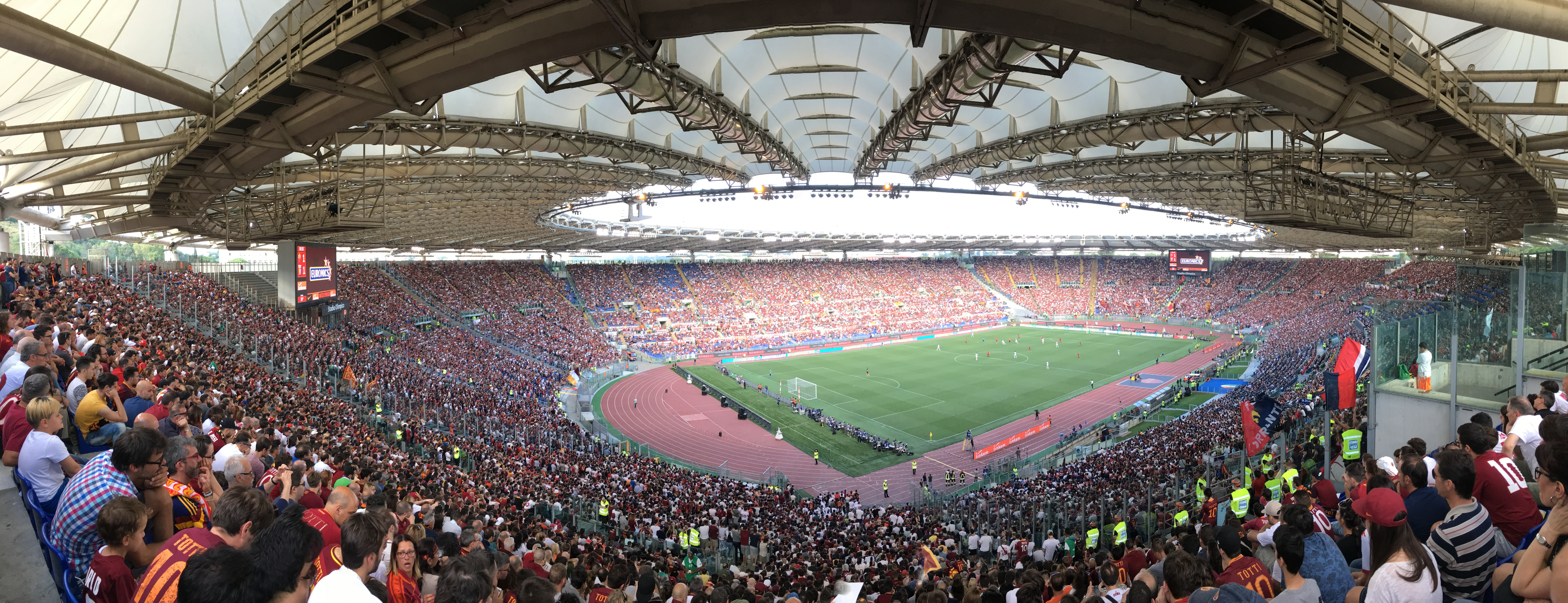
Toàn cảnh bên trong Sân vận động Olimpico tháng 5 năm 2017.

Vào năm 2007, một kế hoạch lớn về việc thiết kế lại thiết kế bên trong của sân vận động đã được đưa ra để phù hợp với các tiêu chuẩn của UEFA cho trận chung kết UEFA Champions League 2009 được tổ chức tại Roma. Công việc được thực hiện và hoàn thành vào năm 2008. Nó bao gồm việc thiết lập các cấu trúc tiêu chuẩn với các cải tiến về an ninh, sửa chữa các phòng thay đồ và phòng họp báo. Nó cũng bao gồm việc thay thế tất cả các ghế, lắp đặt màn hình LED độ nét cao, dỡ bỏ một phần hàng rào plexiglas giữa khán giả và sân và giảm chỗ ngồi xuống còn 70.634 chỗ ngồi. Để nâng cao sự thoải mái cho khán giả, một phần của quá trình hiện đại hóa sân vận động bao gồm việc tăng số lượng phòng vệ sinh và sửa chữa nhà vệ sinh. Kết quả của những cải tiến này, Sân vận động Olimpico đã được xếp hạng là một sân vận động Ưu tú của UEFA.

## Khu vực và sức chứa

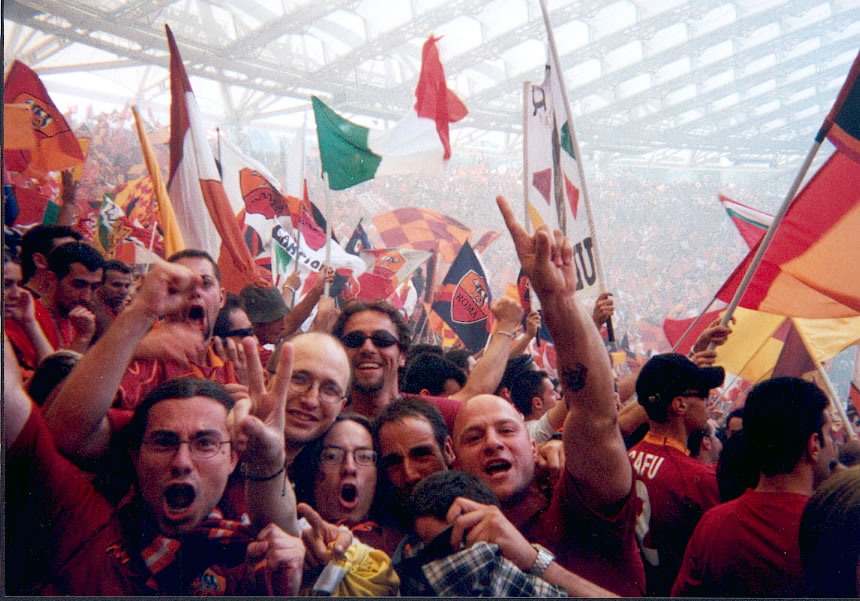
Curva Sud, được những cổ động viên Roma sử dụng làm khán đài nhà.

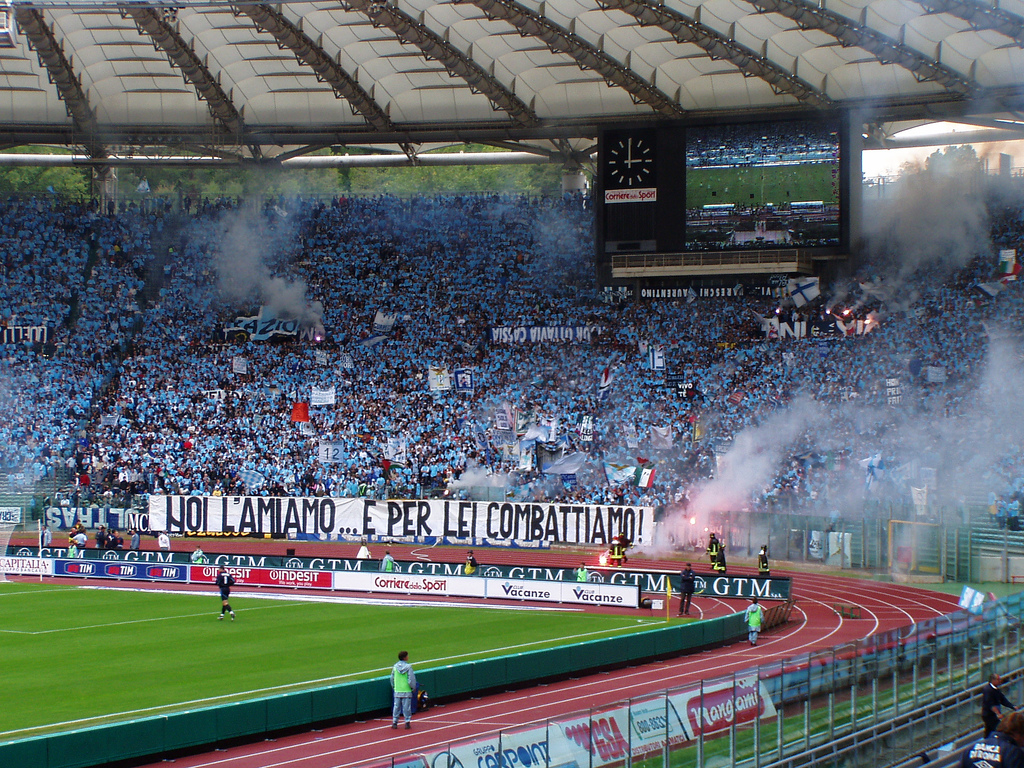
Curva Nord, được những cổ động viên Lazio sử dụng làm khán đài nhà.

Sân vận động có sức chứa hiện tại là 72.698 chỗ ngồi, được phân bổ như sau:
- Khán đài Monte Mario – 16.555
- Khán đài Tevere – 16.397
- Khán đài Tây Nam – 5.747
- Khán đài Đông Nam – 5.637
- Khán đài Tây Bắc – 5.769
- Khán đài Đông Bắc – 5.597
- Khán đài Nam – 8.486
- Khán đài Bắc – 8.520
- Đối với các buổi hòa nhạc/chương trình ở khán đài, sân có thể chứa tới 75.000 người.
- Đối với các buổi hòa nhạc/chương trình ở trung tâm, sân có thể chứa tới 78.000 người.

## Các giải đấu được tổ chức
- Thế vận hội Mùa hè 1960
- Giải vô địch điền kinh châu Âu 1974
- Đại hội Thể thao Sinh viên Mùa hè 1975
- Chung kết Cúp C1 châu Âu 1977
- Giải vô địch bóng đá châu Âu 1980
- Chung kết Cúp C1 châu Âu 1984
- Giải vô địch điền kinh thế giới 1987
- Giải vô địch bóng đá thế giới 1990
- Chung kết UEFA Champions League 1996
- Đại hội Thể thao Deaflympic Mùa hè 2001
- Chung kết UEFA Champions League 2009
- Chung kết CFFA Cup 2019
- Giải vô địch bóng đá châu Âu 2020

## Trận đấu nổi tiếng

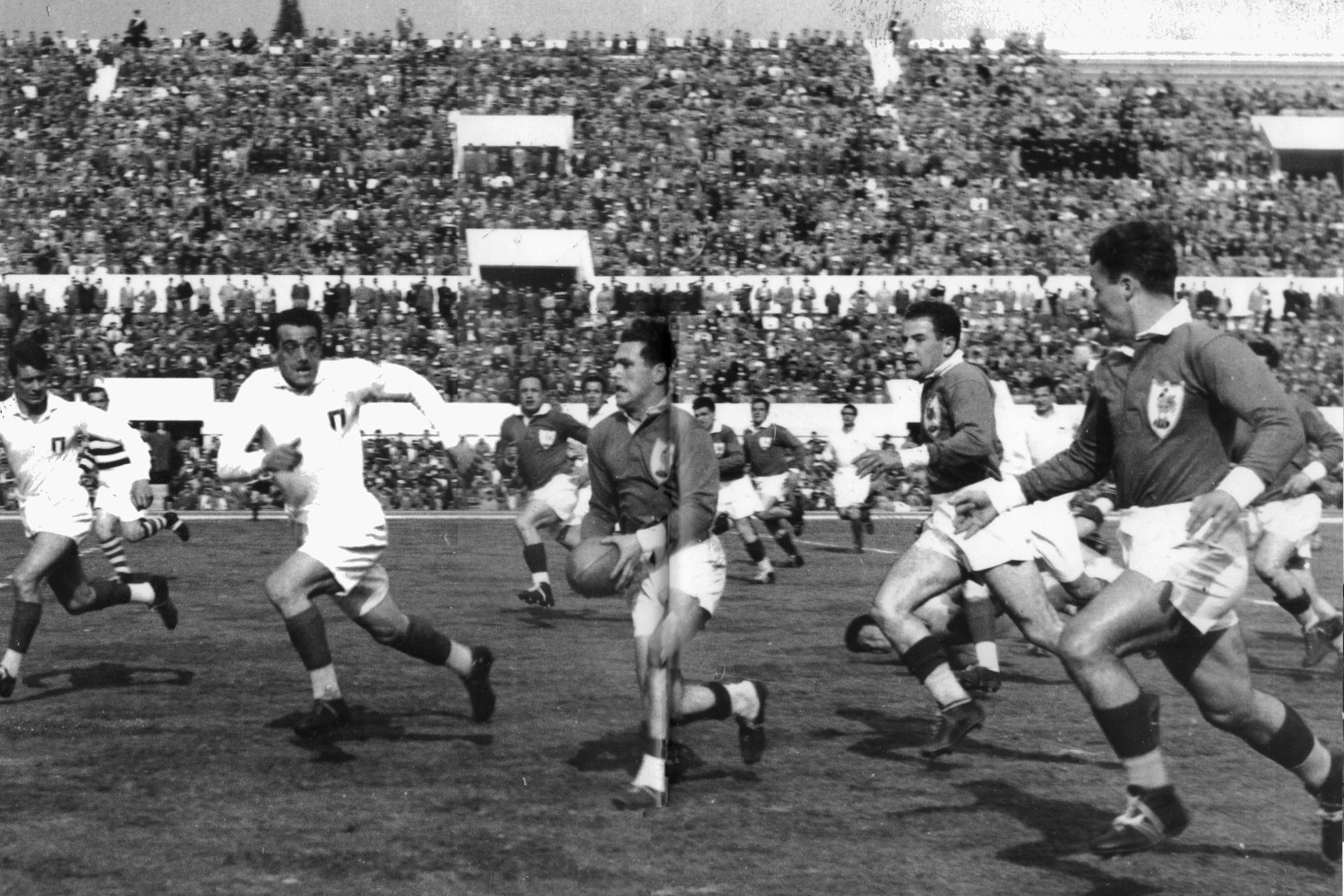
Trận đấu rugby union giữa Ý và Pháp tại sân vận động năm 1954

- Trận chung kết Giải vô địch bóng đá châu Âu 1968: Ý thắng Nam Tư 2–0.
- Trận chung kết Cúp bóng đá liên lục địa 1973: Independiente thắng Juventus 1–0.
- Trận chung kết Cúp C1 châu Âu 1977: Liverpool F.C. thắng Borussia Mönchengladbach 3–1.
- Trận chung kết Giải vô địch bóng đá châu Âu 1980: Tây Đức thắng Bỉ 2–1.
- Trận chung kết Cúp C1 châu Âu 1984: Liverpool F.C. thắng A.S. Roma trên chấm phạt đền (hiệp chính hoà 1–1).
- Trận chung kết Giải vô địch bóng đá thế giới 1990: Tây Đức thắng Argentina 1–0.
- Trận chung kết UEFA Champions League 1996: Juventus đánh bại AFC Ajax Amsterdam trên chấm phạt đền (hiệp chính hoà 1-1)
- Trận chung kết UEFA Champions League 2009: F.C. Barcelona đánh bại Manchester United 2-0.
- Six Nations Championship 2013 chứng kiến đội tuyển bóng bầu dục Ý đánh bại Pháp để lần thứ hai vô địch và lần đầu tiên tại sân vận động này.
- Six Nations Championship 2013 chứng kiến đội tuyển bóng bầu dục Ý lần đầu tiên đánh bại Ireland trong giải đấu.
- Trận chung kết CFFA Cup 2019:Đội tuyển bóng đá quốc gia đức đánh bại đội tuyển bóng đá quốc gia Ý trên chấm phạt đền (hiệp chính hòa 1-1).

## Lượng khán giả trung bình
Lượng khán giả trung bình tại các trận đấu của các giải đấu theo mùa giải được tổ chức tại Sân vận động Olimpico cho Lazio và Roma.
| Mùa giải | Roma   | Lazio   |
| -------- | ------ | ------- |
| 1961-62  | 30.176 | 20.730* |
| 1962-63  | 37.248 | 17.523  |
| 1963-64  | 31.269 | 24.979  |
| 1964-65  | 30.176 | 20.730  |
| 1965-66  | 28.897 | 21.486  |
| 1966-67  | 35.375 | 21.680  |
| 1967-68  | 35.902 | 15.586  |
| 1968-69  | 46.323 | 21.935* |
| 1969-70  | 50.625 | 34.883* |
| 1970-71  | 45.551 | 37.979  |
| 1971-72  | 47.990 | 26.132* |
| 1972-73  | 44.310 | 45.591  |
| 1973-74  | 47.597 | 49.833  |
| 1974-75  | 53.935 | 44.846  |
| 1975-76  | 44.607 | 40.859  |
| 1976-77  | 36.899 | 37.920  |
| 1977-78  | 40.956 | 38.786  |
| 1978-79  | 48.768 | 41.059  |
| 1979-80  | 44.589 | 31.560  |

| Mùa giải  | Roma   | Lazio   |
| --------- | ------ | ------- |
| 1980-81   | 51.103 | 24.148* |
| 1981-82   | 45.289 | 21.634* |
| 1982-83   | 54.510 | 34.234* |
| 1983-84   | 52.793 | 46.908  |
| 1984-85   | 51.421 | 38.544  |
| 1985-86   | 50.151 | 25.872* |
| 1986-87   | 49.138 | 30.945* |
| 1987-88   | 42.755 | 29.790* |
| 1988-89   | 34.913 | 32.125  |
| 1989-90 # | 22.067 | 20.022  |
| 1990-91   | 43.570 | 36.371  |
| 1991-92   | 51.609 | 39.499  |
| 1992-93   | 50.306 | 49.105  |
| 1993-94   | 52.615 | 50.149  |
| 1994-95   | 56.356 | 48.715  |
| 1995-96   | 53.146 | 46.326  |
| 1996-97   | 50.557 | 38.699  |
| 1997-98   | 52.813 | 46.058  |
| 1998-99   | 54.309 | 53.184  |

| Mùa giải  | Roma   | Lazio  |
| --------- | ------ | ------ |
| 1999-2000 | 58.915 | 51.956 |
| 2000-01   | 63.370 | 48.498 |
| 2001-02   | 59.402 | 42.684 |
| 2002-03   | 57.160 | 44.129 |
| 2003-04   | 55.413 | 49.341 |
| 2004-05   | 49.631 | 37.516 |
| 2005-06   | 39.726 | 27.872 |
| 2006-07   | 38.689 | 25.048 |
| 2007-08   | 35.982 | 21.607 |
| 2008-09   | 39.396 | 34.626 |
| 2009-10   | 40.925 | 36.154 |
| 2010-11   | 33.952 | 29.122 |
| 2011-12   | 36.219 | 32.410 |
| 2012-13   | 40.179 | 31.992 |
| 2013-14   | 40.436 | 31.905 |
| 2014-15   | 40.135 | 34.949 |
| 2015-16   | 35.182 | 21.025 |
| 2016-17   | 32.638 | 20.453 |
| 2017-18   | 37.450 | 30.990 |

# Trong mùa giải 1989-90, cả hai đội đã chơi tại Sân vận động Flaminio trong quá trình cải tạo Sân vận động Olimpico.

* Câu lạc bộ đã ở Serie B 

 = Vô địch Serie A 

 = Vô địch Coppa Italia

## Các trận đấu bóng đá quốc tế đáng chú ý

### EURO 1968
Sân vận động là một trong những địa điểm tổ chức Giải vô địch bóng đá châu Âu 1968, và đã tổ chức 3 trận đấu.
| Ngày                | Giờ (UTC+02) | Đội 1 | Kết quả      | Đội 2   | Vòng             | Khán giả |
| ------------------- | ------------ | ----- | ------------ | ------- | ---------------- | -------- |
| 8 tháng 6 năm 1968  | 15:00        | Anh   | 2 - 0        | Liên Xô | Tranh hạng ba    | 68.817   |
| 8 tháng 6 năm 1968  | 21:15        | Ý     | 1 - 1 (h.p.) | Nam Tư  | Chung kết        | 68.817   |
| 10 tháng 6 năm 1968 | 21:15        | Ý     | 2 - 0        | Nam Tư  | Chung kết đá lại | 32.886   |

### EURO 1980
Sân vận động là một trong những địa điểm tổ chức Giải vô địch bóng đá châu Âu 1980, và đã tổ chức 4 trận đấu.
| Ngày                | Giờ (UTC+02) | Đội 1     | Kết quả | Đội 2     | Vòng      | Khán giả |
| ------------------- | ------------ | --------- | ------- | --------- | --------- | -------- |
| 11 tháng 6 năm 1980 | 17:45        | Tiệp Khắc | 0 - 1   | Tây Đức   | Bảng 1    | 10.500   |
| 14 tháng 6 năm 1980 | 20:30        | Hy Lạp    | 1 - 3   | Tiệp Khắc | Bảng 1    | 7.614    |
| 18 tháng 6 năm 1980 | 20:30        | Ý         | 0 - 0   | Bỉ        | Bảng 2    | 42.318   |
| 22 tháng 6 năm 1980 | 20:30        | Bỉ        | 1 - 2   | Tây Đức   | Chung kết | 47.860   |

### World Cup 1990
Sân vận động là một trong những địa điểm tổ chức World Cup 1990, và được tổ chức 6 trận đấu.
| Ngày                | Giờ (UTC+02) | Đội 1            | Kết quả | Đội 2     | Vòng        | Khán giả |
| ------------------- | ------------ | ---------------- | ------- | --------- | ----------- | -------- |
| 9 tháng 6 năm 1990  | 21:00        | Ý                | 1 - 0   | Áo        | Bảng A      | 73.303   |
| 14 tháng 6 năm 1990 | 21:00        | Ý                | 1 - 0   | Hoa Kỳ    | Bảng A      | 73.423   |
| 19 tháng 6 năm 1990 | 21:00        | Ý                | 2 - 0   | Tiệp Khắc | Bảng A      | 73.303   |
| 25 tháng 6 năm 1990 | 21:00        | Ý                | 2 - 0   | Uruguay   | Vòng 16 đội | 73.303   |
| 30 tháng 6 năm 1990 | 21:00        | Cộng hòa Ireland | 0 - 1   | Ý         | Tứ kết      | 73.303   |
| 8 tháng 7 năm 1990  | 20:00        | Tây Đức          | 1 - 0   | Argentina | Chung kết   | 73.603   |

### EURO 2020
Sân vận động là một trong những địa điểm tổ chức Giải vô địch bóng đá châu Âu 2020, và đã tổ chức 4 trận đấu.
| Ngày                | Thời gian (UTC+02) | Đội 1      | Kết quả | Đội 2   | Vòng   | Khán giả |
| ------------------- | ------------------ | ---------- | ------- | ------- | ------ | -------- |
| 11 tháng 6 năm 2021 | 21:00              | Thổ Nhĩ Kỳ | 0 - 3   | Ý       | Bảng A | 12.916   |
| 16 tháng 6 năm 2021 | 21:00              | Ý          | 3 - 0   | Thụy Sĩ | Bảng A | 12.445   |
| 20 tháng 6 năm 2021 | 18:00              | Ý          | 1 - 0   | Wales   | Bảng A | 11.541   |
| 3 tháng 7 năm 2021  | 21:00              | Ukraina    | 0 - 4   | Anh     | Tứ kết | 11.880   |

### Vòng loại World Cup 2022
| Ngày                 | Thời gian | Đội 1 | Kết quả | Đội 2   | Vòng   |
| -------------------- | --------- | ----- | ------- | ------- | ------ |
| 12 tháng 11 năm 2021 | 20:45     | Ý     | 1 - 1   | Thụy Sĩ | Bảng C |

## Buổi hòa nhạc
| Ngày                | Người biểu diễn                        | Mở màn                                               | Chuyến lưu diễn/Sự kiện                 | Ghi chú |
| ------------------- | -------------------------------------- | ---------------------------------------------------- | --------------------------------------- | --- |
| 23 tháng 7 năm 1991 | Miles Davis                            | Pat Metheny Group                                    |                                         | |
| 8 tháng 7 năm 1992  | Elton John                             |                                                      | The One Tour                            | |
| 16 tháng 6 năm 1993 | Zucchero                               |                                                      | L'urlo Tour 1992/1993                   | |
| 9 tháng 7 năm 1993  | Pino Daniele                           |                                                      |                                         | |
| 28 tháng 7 năm 1993 | Litfiba                                |                                                      | Terremoto Tour                          | |
| 16 tháng 6 năm 1994 | Pino Daniele Eros Ramazzotti Jovanotti |                                                      |                                         | |
| 22 tháng 9 năm 1995 | Pino Daniele                           |                                                      | Non Calpestare i Fiori nel Deserto Tour | |
| 4 tháng 10 năm 1995 | Renato Zero                            |                                                      |                                         | |
| 8 tháng 6 năm 1996  | Ligabue                                |                                                      | Buon Compleanno Elvis! Tour             | |
| 27 tháng 6 năm 1996 | Vasco Rossi                            |                                                      | Nessun Pericolo per Te Tour             | |
| 5 tháng 7 năm 1996  | Santana                                | Phish                                                | 1996 Tour                               | |
| 7 tháng 7 năm 1996  | Tina Turner                            |                                                      | Wildest Dreams Tour                     | |
| 9 tháng 7 năm 1996  | Nhiều nghệ sĩ                          |                                                      | Live Link Festival                      | |
| 10 tháng 7 năm 1996 | Nhiều nghệ sĩ                          |                                                      | Live Link Festival                      | |
| 5 tháng 7 năm 1997  | Ligabue                                |                                                      | Il Bar Mario è Aperto                   | |
| 6 tháng 7 năm 1997  | Ligabue                                | Negrita                                              | Il Bar Mario è Aperto                   | |
| 5 tháng 9 năm 1997  | Jovanotti                              |                                                      |                                         | |
| 6 tháng 6 năm 1998  | Nhiều nghệ sĩ                          |                                                      | Roma Live Festival 1998                 | |
| 7 tháng 6 năm 1998  | Nhiều nghệ sĩ                          |                                                      | Roma Live Festival 1998                 | |
| 12 tháng 6 năm 1998 | Nhiều nghệ sĩ                          |                                                      | Roma Live Festival 1998                 | |
| 23 tháng 6 năm 1999 | Vasco Rossi                            |                                                      | Rewind Tour 1999                        | |
| 24 tháng 6 năm 1999 | Vasco Rossi                            |                                                      | Rewind Tour 1999                        | |
| 29 tháng 6 năm 1999 | Backstreet Boys                        |                                                      | Into the Millennium Tour                | |
| 10 tháng 7 năm 2000 | Ligabue                                |                                                      | 10 Anni Sulla Mia Strada Tour           | |
| 4 tháng 7 năm 2001  | Vasco Rossi                            |                                                      | Stupido Hotel Tour 2001                 | |
| 7 tháng 7 năm 2001  | Sting                                  |                                                      | Brand New Day Tour                      | |
| 15 tháng 7 năm 2002 | Ligabue                                |                                                      | Fuori Come Va Tour                      | |
| 23 tháng 7 năm 2002 | The Cure                               |                                                      | The Summer Festival Tour 2002           | |
| 25 tháng 6 năm 2003 | Carmen Consoli                         |                                                      |                                         | |
| 5 tháng 6 năm 2004  | Vasco Rossi                            |                                                      | Buoni o Cattivi Tour 2004               | |
| 24 tháng 6 năm 2004 | Renato Zero                            |                                                      |                                         | |
| 7 tháng 7 năm 2004  | Eros Ramazzotti                        |                                                      |                                         | |
| 10 tháng 6 năm 2005 | R.E.M.                                 |                                                      | Around The Sun Tour                     | |
| 23 tháng 7 năm 2005 | U2                                     | Ash Feeder                                           | Vertigo Tour                            | |
| 3 tháng 6 năm 2006  | Ligabue                                | Tiromancino Velvet                                   | Nome e Cognome Tour                     | |
| 16 tháng 6 năm 2006 | Roger Waters                           |                                                      | The Dark Side of the Moon Live          | |
| 17 tháng 7 năm 2006 | Depeche Mode                           | Scarling. Franz Ferdinand                            | Touring the Angel                       | Buổi hòa nhạc được thu âm cho dự án album trực tiếp Recording the Angel của nhóm.                                |
| 6 tháng 8 năm 2006  | Madonna                                | Paul Oakenfold                                       | Confessions Tour                        | |
| 3 tháng 6 năm 2007  | Renato Zero                            |                                                      |                                         | |
| 20 tháng 6 năm 2007 | Iron Maiden                            | Motörhead Machine Head Mastodon Lauren Harris Sadist | A Matter of the Beast Tour              | |
| 27 tháng 6 năm 2007 | Vasco Rossi                            |                                                      | Vasco Live 2007                         | |
| 28 tháng 6 năm 2007 | Vasco Rossi                            |                                                      | Vasco Live 2007                         | |
| 6 tháng 7 năm 2007  | The Rolling Stones                     | Biffy Clyro                                          | A Bigger Bang                           | |
| 21 tháng 7 năm 2007 | George Michael                         |                                                      | 25 Live                                 | |
| 29 tháng 5 năm 2008 | Vasco Rossi                            |                                                      | Il Mondo che Vorrei Live Tour 2008      | |
| 30 tháng 5 năm 2008 | Vasco Rossi                            |                                                      | Il Mondo che Vorrei Live Tour 2008      | |
| 18 tháng 7 năm 2008 | Ligabue                                |                                                      | Elle-Elle Live 2008                     | |
| 6 tháng 9 năm 2008  | Madonna                                | Benny Benassi                                        | Sticky & Sweet Tour                     | |
| 16 tháng 6 năm 2009 | Depeche Mode                           | M83                                                  | Tour of the Universe                    | Buổi hòa nhạc được thu âm cho dự án album trực tiếp Recording the Universe của nhóm.                             |
| 24 tháng 6 năm 2009 | Tiziano Ferro                          |                                                      | Alla mia età Tour 2009–2010             | |
| 25 tháng 6 năm 2009 | Tiziano Ferro                          |                                                      | Alla mia età Tour 2009–2010             | |
| 19 tháng 7 năm 2009 | Bruce Springsteen                      |                                                      | Working on a Dream Tour                 | |
| 9 tháng 7 năm 2010  | Ligabue                                |                                                      | Stadi 2010                              | |
| 10 tháng 7 năm 2010 | Ligabue                                |                                                      | Stadi 2010                              | |
| 8 tháng 10 năm 2010 | U2                                     | Interpol                                             | U2 360° Tour                            | Màn trình diễn của Bad đã được thu âm cho album trực tiếp U22: A 22 Track Live Collection from U2360°.           |
| 1 tháng 7 năm 2011  | Vasco Rossi                            |                                                      | Vasco Live Kom '011                     | |
| 2 tháng 7 năm 2011  | Vasco Rossi                            |                                                      | Vasco Live Kom '011                     | |
| 12 tháng 6 năm 2012 | Madonna                                | Martin Solveig                                       | The MDNA Tour                           | |
| 28 tháng 6 năm 2012 | Nhiều nghệ sĩ                          |                                                      | soundRome 2012                          | |
| 14 tháng 7 năm 2012 | Tiziano Ferro                          |                                                      | L'amore è una cosa semplice Tour 2012   | |
| 28 tháng 6 năm 2013 | Jovanotti                              |                                                      | Backup Tour                             | |
| 6 tháng 7 năm 2013  | Muse                                   | Arcane Roots We Are the Ocean                        | The 2nd Law World Tour                  | Buổi hòa nhạc được quay và thu âm cho bộ phim hòa nhạc và album trực tiếp Live at Rome Olympic Stadium của nhóm. |
| 16 tháng 7 năm 2013 | Negramaro                              |                                                      |                                         | |
| 20 tháng 7 năm 2013 | Depeche Mode                           | Motel Connection Matthew Dear                        | The Delta Machine Tour                  | |
| 28 tháng 7 năm 2013 | Roger Waters                           |                                                      | The Wall Live                           | |
| 30 tháng 5 năm 2014 | Ligabue                                |                                                      | Mondovisione Tour: Stadi 2014           | |
| 31 tháng 5 năm 2014 | Ligabue                                |                                                      | Mondovisione Tour: Stadi 2014           | |
| 23 tháng 6 năm 2014 | Vasco Rossi                            |                                                      | Vasco Live Kom '014                     | |
| 25 tháng 6 năm 2014 | Vasco Rossi                            |                                                      | Vasco Live Kom '014                     | |
| 26 tháng 6 năm 2014 | Vasco Rossi                            |                                                      | Vasco Live Kom '014                     | |
| 30 tháng 6 năm 2014 | Vasco Rossi                            |                                                      | Vasco Live Kom '014                     | |
| 11 tháng 7 năm 2014 | Modà                                   |                                                      |                                         | |
| 26 tháng 6 năm 2015 | Tiziano Ferro                          |                                                      | Lo stadio Tour 2015                     | |
| 27 tháng 6 năm 2015 | Tiziano Ferro                          |                                                      | Lo stadio Tour 2015                     | |
| 12 tháng 7 năm 2015 | Jovanotti                              |                                                      | Lorenzo Negli Stadi 2015                | |
| 11 tháng 6 năm 2016 | Laura Pausini                          |                                                      | Pausini Stadi Tour 2016                 | |
| 15 tháng 6 năm 2016 | Pooh                                   |                                                      |                                         | |
| 22 tháng 6 năm 2016 | Vasco Rossi                            |                                                      | Live Kom '016                           | |
| 23 tháng 6 năm 2016 | Vasco Rossi                            |                                                      | Live Kom '016                           | |
| 26 tháng 6 năm 2016 | Vasco Rossi                            |                                                      | Live Kom '016                           | |
| 27 tháng 6 năm 2016 | Vasco Rossi                            |                                                      | Live Kom '016                           | |
| 25 tháng 6 năm 2017 | Depeche Mode                           | Algiers                                              | Global Spirit Tour                      | |
| 28 tháng 6 năm 2017 | Tiziano Ferro                          |                                                      | Il mestiere della vita Tour 2017        | |
| 30 tháng 6 năm 2017 | Tiziano Ferro                          |                                                      | Il mestiere della vita Tour 2017        | |
| 15 tháng 7 năm 2017 | U2                                     | Noel Gallagher's High Flying Birds                   | The Joshua Tree Tour 2017               | |
| 16 tháng 7 năm 2017 | U2                                     | Noel Gallagher's High Flying Birds                   | The Joshua Tree Tour 2017               | |
| 26 tháng 6 năm 2018 | Pearl Jam                              |                                                      | Pearl Jam 2018 Tour                     | |
| 8 tháng 7 năm 2018  | Beyoncé Jay-Z                          |                                                      | On the Run II Tour                      | |